# 中共中央南方局
中共中央南方局是1939年1月至1946年5月间中国共产党派驻时为陪都重庆的代表机关。驻地为重庆市红岩嘴13号大有农场，今渝中区红岩村14号。中共南方局领导四川、贵州、云南、广东、广西、湖南、湖北、江西、江苏、港澳和东南亚等地区的中共地方组织，以及华南、西南地区的抗日武装。

## 历史
1927年8月7日召开八七会议选出新的中共中央临时政治局。

### 1927年的南方局
1927年8月10日中共中央常委会议决定设立中共中央南方局。8月11日中央发出通知，临时政治局决派周恩来、张太雷、彭湃、陈权、恽代英、黄平、杨殷、张国焘为中央之南方局，以张国焘为书记。下辖广东省委、广西地委、闽南临时特委、闽北临时特委、云南特委。后由张太雷任书记。“临时南方局之职权在于准备并指导上述区域内之暴动及一切政治军事事宜。”10月23日，中央发出指示信，“决定取消南方局”。

### 1927年的长江局
1927年9月下旬中共中央秘密由武汉迁往上海，9月28日中央临时政治局常委会议决定在汉口设立中央长江局，中央临时政治局委员、“事实上仍可参加常委”工作、湖北省委书记罗亦农任长江局书记，委员有罗亦农、陈乔年、任旭、王一飞、毛泽东，秘书长易礼容、秘书蔡振德，长江局军事特派员罗亦农兼，欧阳钦负责军事技术方面工作。10月1日，中共中央发出《关于长江局的任务决议案》，规定长江局管辖范围为湖北省委、湖南省委、河南省委、江西省委、四川省委、安徽临时省委、陕西省委，“代行中央职权，指挥上列七省的革命运动与党务，上列七省的党务须完全受长江局的指挥，但长江局须随时将处理之工作与决定报告中央，受中央的指导”。10月2日中央又将甘肃党组织划归长江局领导。10月2日，中央临时政治局常委李维汉代表中央在汉口组织召开长江局成立会议，出席的有罗亦农、王一飞、任旭。毛泽东发动秋收起义、易礼容任安源特委书记，均未到职；改由蔡振德担任长江局秘书长。湖北省委改组，陈乔年任省委书记，常委有任旭（农委书记）、林育南、黄五一（省总工会秘书长）等。10月17日，罗亦农、王一飞奉命去长沙改组湖南省委，由湖北省委常委、农委书记任旭任长江局代理书记，任旭、陈乔年和共青团长江局书记刘昌群3人组织长江局常务会议，处理日常事务。10月18日，控制武汉的唐生智和控制南京国民政府的李宗仁暴发宁汉战争。10月26日，长江局与湖北省委常委开会决定趁唐生智部队溃退之机在武汉举行暴动夺取政权。10月28日，罗亦农返回武汉，王一飞留驻长沙任湖南省委书记，实际主持长江局工作的是罗亦农、任旭、陈乔年。罗亦农返回武汉当晚，召开会议反对武汉暴动计划，最后通过了《长江局最近政治决议案》。长江局还支持了豫南特委（书记王克新），反对了河南省委（书记周以栗）趁冯玉祥与靳云鹗、张宗昌、孙传芳等军阀混战之机发动全省总暴动的计划。11月9日至11日，在上海召开中共中央临时政治局扩大会议，确定了工农武装暴动的总策略，成立中央组织局（相当于中央书记处），由罗亦农任主任，并补选周恩来、罗亦农为政治局常委，撤销毛泽东、彭公达临时政治局候补委员的职务，并致函中共湖南省委要求撤销毛泽东省委书记的职务，并取消了长江局、南方局和北方局；罗亦农任中央两湖巡视员，到湖南湖北布署总暴动；任旭仍回汉主持湖北省委工作。12月3日，去上海参加共青团中央扩大会议的共青团长江局书记刘昌群、共青团共青团湖北省委书记韩光汉率先向中央控告罗亦农及长江局、湖北省委犯了“畏缩不前、临阵脱逃”的机会主义错误，要求中央追查罗亦农。12月5日，中央临时政治局作出3项决定：停止罗亦农职权，停止湖北省委常委职权听候查办，派苏兆征为书记、郭亮、贺昌为委员组成中央湖北特别委员会来汉查办湖北省委和长江局问题，在省委改组期间代行湖北省委职权。12月9日，中央湖北特别委员会抵汉，做出了罗亦农及湖北省委常委犯了机会主义错误，并提出“打到湖北党内机会主义”的口号，要求中央开除罗亦农和陈乔年中央委员资格，开除任旭湖北省委委员资格，给黄五一严重警告处分，给予参加了讨论暴动的历次长江局和省委会议但不发表意见的刘昌群严重警告处分。12月24日，中央临时政治局在上海听取罗亦农的汇报后确认：“唐生智崩溃时，武汉不能举行夺取政权的暴动，罗亦农对于湖北的政治指导并没有犯机会主义错误。”1927年12月郭亮任中共湖北省委书记。1928年1月，贺昌任中共湖北省委常委、军委书记。

### 1930年的南方局
1930年7月13日，中共中央政治局会议决定，恢复南方局。8月12日，中央南方局在香港成立，书记罗登贤。后卢永炽接任书记。10月，又由罗登贤任书记。下辖广东省委、广西省委、云南省委、福建省委、闽粤赣特委、香港行动委员会。1930年12月24日中共中央第19次常委会议决定取消南方局。1931年1月中共中央南方局与广东省委合并，改称为两广省委。 蔡和森任书记。

### 1930年的长江局
1930年8月1日，中共中央长江局重建，项英任书记。下辖武汉市委、湘鄂西特委、湖南省委、江西省委、河南省行委、四川省委、京汉行委、汉川中心县委等。1930年冬，关向应任书记。1930年12月7日，中共中央致信长江局，决定将长江局工作人员全部撤回，长江局至此结束。

### 1938年的长江局
1937年8月23日,中共中央政治局常委会议决定成立中共中央长江沿岸委员会,委员为周恩来、秦邦宪(博古)、叶剑英、董必武、林伯渠。周恩来任书记。但因周恩来在西安、山西等地忙于抗日民族统一战线事宜,不能到任,该委员会未能成立起来,仅董必武以中共代表身份到了武汉。1937年12月9日-14日中共中央政治局十二月会议决定由项英、周恩来、博古、董必武组成中共中央长江局，领导南方各省(滇、黔、川、湘、鄂、赣、皖、苏、浙、闽、粤、桂及沪、豫、新四军)的工作；会议又决定由周恩来、王明、博古、叶剑英组成中共中央代表团，到武汉继续同国民党进行谈判；将原中共中央苏区分局改为中共中央东南分局。为什么有王明参加中央代表团呢？中共中央十二月二十八日给共产国际的报告中说：“王明可去武汉一次，见蒋介石，因蒋有电要他去。”
1937年12月23日，在汉口日租界中街89号四层楼的大石洋行内中共中央代表团与长江局举行联席会议，认为两者成员大致相同，为工作集中和便利起见，决定合并，对外为中共代表团,对内为长江局。王明任书记；周恩来任副书记，负责军事工作、统一战线工作、主管外事工作；委员有项英、博古、叶剑英、董必武和林伯渠。长江局内设：
- 参谋处，叶剑英兼参谋长；
- 秘书处，李克农兼秘书长；
- 民运部，董必武兼部长；
- 组织部，博古兼部长；
- 宣传部，王明、凯丰（1938年4月调入长江局并就任）先后兼部长；
- 党报委员会，王明兼主席；出版《新华日报》与《群众》周刊。
- 项英兼东南分局书记、新四军副军长、新四军军分会书记；
- 国际宣传委员会，周恩来负责。成员有章汉夫。这是党的第一个外事工作部门。国际宣传组的第一个任务是翻译毛泽东的《抗日战争的战略问题》《论持久战》等著作。这也是第一次将毛泽东的著作印成外文向国外发行，手稿在向重庆撤退时，随“新升隆”轮船被炸沉而遗失；第二个任务是给莫斯科国际通讯英文版投稿，宣传中国的抗日情况和我党的政策方针；第三个任务是开展外事活动，争取国际对中国抗日战争的支援。
- 香港统战委员会，书记廖承志

长江局负责四川、河南、江苏以南的13省，领导东南分局与新四军。
为了吸收广大进步青年抗日，壮大革命力量，中共中央决定，抗日军政大学、陕北公学、鲁迅艺术学院、中国女子大学、安吴堡青训班等在武汉公开招生。1938年春，根据中共中央指示精神，长江局在“八办”设立招生委员会，由董必武、罗炳辉、吴奚如等负责。招生委员会设在办事处接待室里。“第十八集团军招生报名处”的牌子挂出后，据不完全统计，仅1938年5月至8月，经“八办”介绍，途经西安去延安的青年就有880名。
长江局的另一重要任务是安排护送各级领导的家属、子女到延安。当时通过武汉“八办”送往延安的革命家属有：朱德的儿子朱厅，毛泽东亲属杨开智的女儿杨展，刘少奇的女儿刘爱琴，毛泽民的女儿毛远志，林伯渠的女儿林利和林林、儿子林秉益，徐特立的儿媳徐乾、外孙女徐舟，蔡畅的女儿李特、侄女刘昂和蔡转、烈士郭亮的独生子李多难等。1938年9月底，印度援华医疗队爱德华、巴苏、柯棣、木克、卓克一行5人到中国，为了表示对中国人民的友好，他们都在自己的名字后面加上一个“华”字，周恩来、董必武、叶剑英等在“武汉八办”亲切地接见他们，并在“八办”屋顶花园合影留念。印度援华医疗队后来奔赴八路军抗日前线，参加了八路军医护工作。还有共产党员白求恩、荷兰著名摄影家伊文斯、新西兰友好人士艾黎、世界学联柯乐曼一行四人、日本友好人士池田幸子、美国传教士吴德施及女儿等到武汉，从道义、精神、经费、物资、药品极大地支援了中共和八路军新四军。
长江局集中了当时十六名中央政治局委员中的五人：王明、周恩来、博古、项英、凯丰；三位中共元老董必武、林伯渠（不久调任驻西安办事处代表）、吴玉章，以及叶剑英、邓颖超、李克农、吴克坚、廖焕星（王明在莫斯科期间的秘书）等。长江局担负着领导华南、华中以及西南地下党组织和新四军的工作，承担与国民党谈判以及联络社会各界的繁重事务，还公开出版中共机关报《新华日报》和党刊《群众》周刊。所以长江局又有第二政治局的称呼。中共长江局的核心灵魂是王明和周恩来。1938年1月11日，周恩来、叶剑英致电毛泽东、朱德、彭德怀，建议调刘伯承师或林彪师，待日军进攻郑州紧急时，渡黄河参加陇海路西段的战斗。1938年1月28日，王明、周恩来、博古、董必武、叶剑英致电延安中央书记处，对晋察冀边区临时行政委员会不向国民政府备案而自行成立提出批评，认为此举对全国统战工作将发生不良影响。1938年2月6日，军委会政治部成立，周恩来出任政治部副部长。
1938年2月间,长江局派周怡率领八路军驻武汉办事处部分人员到重庆,成立了八路军驻重庆联络通讯处,为武汉以长江局为代表的中共机构在必要时迁渝作准备。
1938年2月7日周恩来和王明等致电中共中央书记处，要求开政治局会议，并于月底回延安。1938年2月末至3月初召开政治局会议（三月政治局会议），王明占据了上风。
1938年7月19日，长江局委员、东南分局书记项英致电长江局并中央，建议当武汉不守时，在长江以南设南方局。辖赣皖浙苏区、浙江、湖南、福建、广东等省，并建议长江局与东南分局合并为南方局。这是设立南方局的最早提议。中共中央书记处8月5日复电长江局并项英，认为项英的意见关系到长江局整个工作的布置，“请长江局首先讨论,再告中央决定”。长江局讨论的结果是:将长江局领导的东南分局改为东南局，在长江以北地区设中原局，在长江以南设南方局。即将长江局的辖区一分为三，领导机构、工作人员则一分为二。1938年9月25日,中共中央书记处致电留在武汉的凯丰、董必武、叶剑英:武汉紧急,你们应依下列方针布置,“组织方面即依长江局原定之中原局、东南分局、南方局,重庆党报委员会及中央代表团五个方向布置;南方局暂与中央代表团、办事处一起入湘,党报委员会即与重庆通讯处一起”;“在西安的人员准备入川,武汉人员仍以一部分到中原,一部分入湘,小部分留汉随周、叶行动”;“必武即入川,凯丰在恩来到后入川,剑英、克农、文杰暂留汉”;“周、项即去汉,博随周行”。 11月初,周恩来、叶剑英决定派李克农、吴奚如等筹备组织桂林八办。蒋介石于12月1日到了桂林,周恩来最终选定了桂林。11月下旬,桂林八办成立。12月3日,周恩来等经衡阳到达桂林。同期,从武汉、长沙撤退下来的人员和物资,也都集中到了桂林。12月10日,周恩来、叶剑英致电书记处和各地:“周、叶已抵桂,南方局暂设此。特此通知。”
1938年10月，武汉沦陷，国民政府迁都重庆，中共中央长江局、八路军驻武汉办事处、《新华日报》、《群众》周刊等中共机关组织也随之迁往重庆。八路军驻重庆办事处成立。1938年10月，中共扩大的六届六中全会贯彻共产国际指示，支持毛泽东成为党的领袖，“其他人如王明等，就不要再争了”。会议决定撤销长江局，成立南方局。
1938年12月26日前后,周恩来在书记处电示的催促下,离开桂林,赶到重庆,立即开始以反妥协投降为主要内容的统战工作。

### 1939年至1945年的南方局
1939年1月5日,书记处会议决定,将华南及西南各省合并成立一中央局,建议改名为西南局,由周恩来、博古、凯丰、张文彬、徐特立、吴玉章、叶剑英、廖承志、吴克坚、邓颖超、刘晓、高文华、董必武13人组成,以周恩来为书记。对此,周恩来、博古、凯丰于7日致电书记处,认为在华南及西南各省成立的中央局“以南方局名称为好”,又鉴于13位委员不常在一地,建议以周恩来、博古、凯丰、吴克坚、叶剑英、董必武为常委。13日,书记处复电同意。
16日,南方局致电书记处,报告南方局已遵照中央指示开过会,进行了组织分工:周恩来负责统战工作委员会,博古负责组织部,凯丰负责宣传部及党报工作,叶剑英负责联络工作,吴克坚负责新华日报馆,邓颖超负责妇女工作委员会;因青年工作缺人,请求中央派蒋南翔来;南方局设于重庆,桂林设办事处联络湘、赣、粤、桂和香港……
原长江局的8名委员,除王明、项英、林伯渠外,5人留在南方局并担任常委。在机构设置、人员配备上,南方局基本上沿袭了原长江局,但取消了军事部,增加了统战工作委员会,其下设军政组进行对国民党的统战工作,设以董必武兼任组长的社会组进行社会统战工作。这个分工表明南方局由书记带头、有起码半数常委抓统战工作,机构设置即工作任务也以统战工作为主,“大”、“小”统战并举,不再是桂林时期设想的以军事工作为主;还表明如南方局人员一致认为的那样,重庆南方局继承了长江局,却不存在与桂林南方局的继承关系。
这即是说,南方局实际上被批准在重庆正式成立。1939年1月5日，中央书记处会议决定，将华南及西南各省合并，统一成立名为西南局的中央局。对此，周恩来、博古、凯丰等人认为不妥，于7日致电中央，建议以“南方局”代替西南局的称呼。13日后，中央复电同意，并任命周恩来、博古、凯丰、吴克坚、叶剑英、董必武为常委。
另外，除王明、林伯渠外，长江局剩下的5名委员都留在南方局担任常委一职。在机构设置上，南方局基本延续了长江局的设置，但又增加了一个统战工作委员会。统战工作委员会专门由周恩来领导，负责对国民党高官进行统战思想工作，这实际上表明南方局的工作重心已经由武装斗争转为统战工作，不再是长江局时期的军事路线了。
据资料记载，在建立抗日民族统一战线的同时，南方局也积极对外宣传，力争国际援助。1939年4月，南方局内部正式成立对外宣传小组，组长王炳南，副组长陈家康。对外宣传小组主要负责中共的对外交往和国际联络工作，工作的重心则集中在了解各国在华人士的政治动向，以形成一个完整的国际情报网络。
1940年前后，英、美企图再现绥靖政策，并用牺牲中国来换取本国的安宁。这一行动实际上表明了帝国主义国家反动的本质，他们仍然妄图通过出卖别国利益，找到彼此妥协的出路。
对此，中央一度不再强调国际反法西斯战线，而延安方面也认为英、美等国的抵抗实际上是建立在别国利益基础上的。正是在这种形势下，中共南方局警惕地注视着英、美等国的政治走向，抨击他们绥靖日本的做法。
尽管这种批评对帝国主义国家来说无关痛痒，但确实在一定程度上使他们援华制日的态度趋于明朗。
1939年1月，中共中央南方局在重庆正式成立，周恩来担任书记，副书记董必武。驻地为机房街70号。1939年5月，机房街70号毁于日机轰炸，驻地迁往红岩嘴13号。1939年6月至1940年5月，周恩来回延安并去苏联治疗臂伤期间，博古任代理书记。1943年6月28日，周恩来和林彪率南方局干部职工一百余人返回延安参加整风和七大筹备期间，董必武任代理书记，主持工作，至1944年11月。
1941年1月皖南事变后，由于形势变化，南方局各委员会改为“统委”下的各组。

### 1945年底的重庆局
1945年12月，中共中央南方局改为中共中央重庆局，重庆局负责人同时也是全国政治协商会议中国共产党代表团成员。董必武任书记，王若飞任副书记。

### 1946年的南京局
1946年5月，中共代表团随国民政府回迁至南京。中共中央重庆局由重庆迁往南京改称为中共中央南京局，公开对外名义为中共代表团南京办事处。周恩来负总责。1947年3月，中共驻京、沪、渝、平公开机关撤回延安，南京局的工作结束。

## 人员架构
中共中央南方局以周恩来、博古、凯丰、吴克坚、叶剑英、董必武为常任委员。
周恩来任书记，机要秘书董小鹏。
- 统战工作委员会主任周恩来兼
- 组织部：博古/孔原（1939年9月）/1945年冬开始钱瑛长期担任重庆局、南京局、上海局、中南局组织部部长。副部长黄文杰。秘书有廖似光(凯丰爱人)和张月霞(博古爱人)。1940年廖、张回延安，于江震、荣高棠二人接替秘书工作。1941年钱瑛来组织部工作，1943年7月回延安。
  - 干部科：科长石磊(曹瑛)/1941年为龙潜。
  - 组织部总交通袁超俊。
- 宣传部：凯丰/董必武兼（1940年起）。工作人员宋平、陈舜瑶和张剑虹
- 联络部：叶剑英
- 《新华日报》馆：吴克坚
- 妇女工作委员会：1939年2月20日，中共中央书记处发出《关于开展妇女工作的决定》，要求“用各种方法解释妇女大众在抗战建国及将来社会主义建设中的重要作用”，并“立即建立与健全各级党的委员会下的妇女部与妇女运动委员会，认真的经常检查与帮助其工作，使之成为各级党的委员会内最重要的工作部门之一”。作为中共在国统区的秘密指挥部，南方局设立了妇女运动委员会（简称“妇委”），由南方局委员邓颖超担任书记。1940年5月16日在《新华日报》开辟了《妇女之路》副刊，张晓梅、卢竞如、苏镜等妇委成员先后担任主要编辑，作为指导国统区妇女运动的专门刊物。至1947年2月16日共出版149期（皖南事变后休刊一年），发表文章597篇。南方局妇委秘密领导下，在国统区坚持时间较久、影响力较大的妇女刊物还有《妇女生活》和《现代妇女》等。1944年初到1945年春，为响应党提出的废除一党专政、建立民主联合政府的主张，南方局妇委以《现代妇女》杂志和中国妇女联谊会等为阵地，与已处于国民党控制下的妇指会争夺运动方向的主导权。
- 统一战线工作委员会（“统委”）：书记、主任周恩来/董必武(1940年10月4日)兼任，副书记、副主任叶剑英(1940年10月4日)，秘书长王梓木/徐冰，秘书林蒙，助理秘书刘昂
  - 军事组组长叶剑英（1941年“皖南事变”后撤回延安）/王梓木（1941年初-1944年底），副组长薛子正
  - 党派组组长秦邦宪
  - 社会组组长董必武
  - 外事组组长王炳南，副组长陈家康，干部龚澎，英语翻译郑德芳
  - 青年组组长蒋南翔/刘光，干部何启君、黄若敦、朱语今、张佛翔
  - 妇女组组长邓颖超，副组长张晓梅，干部吴全衡、卢瑾、胡明
  - 经济组组长许涤新
  - 文化组组长徐冰，干部张颖
- 电台台长钱松甫、申光

## 南方局与八路军办事处
中共中央南方局与八路军驻重庆办事处事实上是两块牌子。南方局对于中共内部是地区政党组织，而对于外界，八路军办事处是名义上由国民政府领导的国民革命军的一个地方机构。由于国民政府禁止共产党的公开活动，所以中共南方局均以重庆办事处的名号活动。
1938年武汉沦陷后，周恩来派其秘书周怡从武汉来重庆筹备成立“八路军重庆办事处”并由他负责。1941年周怡回延安，办事处由钱之光任处长。
中共建政后，包括红岩村13号、曾家岩50号和桂园三处旧址的八路军重庆办事处旧址成为第一批全国重点文物保护单位。
- 总务科：科长陈远绍，副科长牟爱牧
- 会计科长：刘恕
- 副官岳仁和
- 管理员杨汉章
- 干部：祝华 张显仪 刘子华 梁隆泰
- 传达朱友学
- 警卫副官：龙飞虎/彭海贵
- 警卫班长：彭祖贵
- 警卫员：何玉春

## 下属组织
- 中共湖北省委（1937-1938)
- 中共鄂中区委（1927-1940)
- 中共川康特委（1938-1950）
- 中共川西工委（1938-1946）
- 中共云南省工委（1939-1949）